# Xenoctenus
Xenoctenus is een geslacht van spinnen uit de  familie van de Zoridae (stekelpootspinnen).

## Soorten
- Xenoctenus marmoratus Mello-Leitão, 1941
- Xenoctenus pampeanus Mello-Leitão, 1940
- Xenoctenus patagonicus Mello-Leitão, 1940
- Xenoctenus unguiculatus Mello-Leitão, 1938